# Bico Pelentir
Renato Rogério Pelentir, detto Bico (Videira, 8 luglio 1985), è un giocatore di calcio a 5 brasiliano.

## Biografia
Anche i fratelli Gilmar (classe 1981) e Nelson (classe 1982) sono stati giocatori di calcio a 5. I tre hanno giocato insieme nel Marcianise nella stagione 2005-06.

## Palmarès
- Campionato di Serie A2: 1
Barrese: 2007-08 (girone B)
- Coppa Italia di Serie A2: 1
Barrese: 2006-07
- Campionato di Serie B: 1
Isernia: 2016-17 (girone F)
- Coppa Italia di Serie B: 1
Real San Giuseppe: 2018-19